# Джигатай
Джигатай (также Джыгатай, Джагатай азерб. Cığatay) — село в Хачмазском районе Азербайджана.

## География
Расположено на реке Агчай к востоку от районного центра города Хачмаз.

## История
Согласно историческим данным, Джигатай входил в число селений, основанных шахсевенами под предводительством Таваби Магомед-хана в XVIII веке после миграции из Ардебиля, при содействии кубинского Фатали-хана.  
По сведениям «Камерального описания Кубинской провинции», составленном в 1831 году коллежским регистратором Хотяновским, в деревне Джагатай находившейся в собственности подпоручика Джавад бека Казарова население состояло из шиитов-азербайджанцев, ведших оседлый образ жизни и занимавшихся земледелием и шелководством. Кендхуда деревни являлся Мухаммед Аллахверди оглы.
Согласно сведениям «Кавказского календаря» на 1857 год в селении Джагатай (название по источнику) Шабранского махала проживали «татары»-шииты (азербайджанцы-шииты) и разговаривали по-«татарски» (по-азербайджански).

## Население
По результатам Азербайджанской сельскохозяйственной переписи 1921 года в деревне Джагатай Хачмасского сельского общества Кубинского уезда Азербайджанской ССР имелось 34 двора и 125 жителей, преобладающее население — азербайджанские тюрки (азербайджанцы), само население состояло из 60 мужчин и 65 женщин.
По материалам издания «Административное деление АССР», подготовленного в 1933 году Управлением народно-хозяйственным учётом АССР (АзНХУ), по состоянию на 1 января 1933 года в селе Джигатай являвшемся центром Джигатайского сельсовета Хачмазского района Азербайджанской ССР проживал 51 человек (13 хозяйств, 26 мужчин, 25 женщин). Также в сельсовет входили сёла Чахмахлы, Араб-Бабалы, Гюлалан, Гаджилар, Амшарикент, Низовая, Карабаглы, Карачай, Караглык, Каракашлы, Каракуртлы, Илхычы, Васильевка, Илх.-Гасанэф. Национальный состав всего Джигатайского сельсовета состоял из тюрков (азербайджанцы) — 61.9% и русских — 37.8%.

## Достопримечательность
В селе расположена мечеть воздвигнутая в 1935 году. Построена из сырцового кирпича. В советские годы использовалась под амбар.